# Elçin Əliyev
Elçin Əliyev (né le 26 avril 1990) est un lutteur azerbaïdjanais.

## Palmarès

### Championnats d'Europe
- Médaille d'argent en catégorie des moins de 55 kg en 2013, à Tbilissi
- Médaille d'or en catégorie moins de 55 kg en 2012
- Médaille d'or en catégorie moins de 55 kg en 2010